# Andrea Russotto
Andrea Russotto (Rim, 25. svibnja 1988.) je talijanski nogometni vezni igrač koji trenutno igra za Sambenedettese koji nastupa u talijanskoj trećoj ligi. 
Na Svjetskom prvenstvu do 17 godina, Andrea Russotto je bio jedan od najboljih igrača na tom turniru.
Na Europskom prvenstvu do 17 godina opet je bio jedan od najboljih igrača, uz to bio je najbolji strijelac svoje reprezentacije, a zabio je važne golove protiv Turske i Engleske.
Tada je bio igrač Lazija, ali je odbio za njih potpisati ugovor, a potpisao ga je za AC Bellinzonu, gdje je odigrao 12 susreta i zabio 2 gola.
Nakon toga otišao je na posudbe u Cisco Romu i Treviso, gdje je odigrao 67 susreta i zabio 5 golova, te dobre igre omogućile su mu prelazak u ambiciozni S.S.C. Napoli, na jednogodišnju posudbu, s mogućnosti otkupa ugovora.